# 劳斯莱斯第八代幻影
劳斯莱斯幻影（英語：Rolls-Royce Phantom）是由劳斯莱斯汽车生产的大型豪华轿车，是劳斯莱斯幻影系列的第八代暨最新款车型。